# Авдемелех
Авдемелех или Ебед-Мелех (буквално - "царев слуга" (стареврејски: עבד-מלך) - је библијски личност; етиопски евнух краља Седекије, последњег краља Јудеје (597./597.пне).
Авдемелех је био из краљевства Куш у Етиопији. Потомак Хуша. Као што нам Библија каже, Авдемелех је био пророков пријатељ.
На његову молбу и уз сагласност цара Седекије, извукао је пророка Јеремију из јаме у коју су га бацили јерусалимски кнезови јер је изобличио пороке царева и народа; Ризикујући свој живот, предвидео је опсаду (597. п. н. е.), пад Јерусалима и уништење Храма – Божију казну за служење страним боговима.
Као награду за овај чин, добио је обећање од Бога да ће остати жив и бити спасен од смрти када су Јерусалим заузели Вавилонци (Јер. 38:7-13, 39:15-18). На њега Исус алудира у Јеванђељу по Матеју, следећим речима:
„Ко прими пророка у име пророка, добиће награду пророчку, а ко прими праведника у име праведника, добиће награду праведника." — Мат.10:41